# Distretto di Seghedino
Il distretto di Seghedino (in ungherese Szegedi járás) è un distretto dell'Ungheria, situato nella contea di Csongrád-Csanád.